# Мохаммед Сулейман
Мохаммед Сулейман (араб. محمد سليمان; 1959, Дрейкіш, Сирія — 2 серпня 2008, Тартус) — сирійський воєначальник та політичний діяч, бригадний генерал.

## Біографія
Закінчив факультет машинобудування в Університеті Дамаску. Був однокурсником Басіля Асада — старшого брата Башара Асада.
Як і Асади, він походив з алавітів і, можливо, тому став одним із найближчих довірених осіб сирійського президента. Був радником Башара Асада із закупівель озброєнь та стратегічних озброєнь. Саме він відповідав за будівництво та безпеку сирійського ядерного реактора, створеного в рамках секретного проекту у провінції Дайр-ез-Заур. Реактор був повністю знищений у вересні 2007 року внаслідок бомбового удару, завданого ізраїльськими ВПС.
За данними ізраїльскої розвідки, він також займався секретними розвідувальними справами президента і, як повідомляється, також відповідав за постачання зброї із Сирії до Хезболли та ХАМАС у сусідньому Лівані та Секторі Гази. Він також побудував дуже тісні зв'язки з начальником штабу Хезболли Імадом Мугнією та іранським генералом Касемом Сулеймані. До того ж він особисто займався і власною ракетною програмою «Хезболли»..
2 серпня 2008 року був застрелений снайпером з яхти у саду власної вілли на узбережжі Середземного моря в Тартусі, під час вечірки, яку організували на річницю заснування Сирійської армії. Це вбивство широко висвітлювалося в арабських ЗМІ, проте сирійські медіа, які жорстко цензуруються у питаннях безпеки, майже не згадували про цей інцидент. За однією з версій, висунутих пресою, Сулеймана було вбито за наказом самого Асада як "людина, яка занадто багато знала".. Згідно з секретними депешами держдепартаменту, які потрапили в інтернет через WikiLeaks, під час розслідування вбивства генерала Сулеймана сирійська служба безпеки виявила на його віллі 80 мільйонів доларів готівкою. Ця знахідка розлютила Башара Асада, який усвідомив, що його довірена особа, як видно, не була до кінця відверто зі своїм патроном. Після цього слідство зайнято вже не вбивством, а походженням цієї астрономічної суми грошей.
У 2015 році документ Агентства національної безпеки, опублікований Едвардом Сноуденом, показав, що вбивство було скоєно підрозділом ізраїльських військово-морських командос "Шайєтет-13".